# 夫婦円満レシピ〜それでも夫を愛している〜
『夫婦円満レシピ〜それでも夫を愛している〜』（ふうふえんまんレシピ それでもおっとをあいしている）は、アオイセイによる小説『アクアリウム・ラブ セックスレスと夫婦間交際の罠』を原作とする越川珠江による漫画作品。2019年11月29日より、ウェブコミック配信サイト『めちゃコミック×fufu』にて連載中。
2022年10月期にテレビ東京で『夫婦円満レシピ〜交換しない?一晩だけ〜』のタイトルでテレビドラマ化された。

## 登場人物

### 主要人物
仁科志保
セックスレスに悩む主婦。
仁科浩介
志保の夫。志保にスワッピングを持ち掛ける。

## 書誌情報
電子書籍のみの発売。
- 越川珠江（漫画）・アオイセイ（原作）『夫婦円満レシピ〜それでも夫を愛している〜』双葉社〈JOUR COMICS〉、既刊11巻（2022年10月5日現在）
  1. 2020年7月25日発売[4]
  2. 2020年7月25日発売[5]
  3. 2020年10月10日発売[6]
  4. 2021年1月16日発売[7]
  5. 2021年5月8日発売[8]
  6. 2021年7月1日発売[9]
  7. 2021年10月9日発売[10]
  8. 2022年1月8日発売[11]
  9. 2022年4月9日発売[12]
  10. 2022年7月5日発売[13]
  11. 2022年10月5日発売[14]

## テレビドラマ
『夫婦円満レシピ〜交換しない?一晩だけ〜』（ふうふえんまんレシピ こうかんしない ひとばんだけ）のタイトルで、2022年10月6日（5日深夜）から12月22日まで毎週木曜日の0時30分 - 1時00分（水曜深夜）にテレビ東京系「ドラマParavi」枠にて放送された。主演は佐津川愛美。
主人公の志保が視聴者に語り掛ける、「第四の壁を破る」演出手法が用いられている。

### キャスト

#### 仁科家
仁科志保
演 - 佐津川愛美
本作の主人公。セックスレスに悩む主婦。在宅でライターの仕事をしている。
子作りのため、浩介への排卵日の合図に夕食にハンバーグを出す。
ライターの取材名目で「ナイトアクアリウム」を訪れ、「夫婦交換」にハマっていく。
窪塚夫妻との出会いで浩介とのセックスレスを克服し、待望の第二子を授かる。
仁科浩介
演 - 千賀健永（Kis-My-Ft2）
志保の夫。「夫婦交換」を提案する。妻にだけ勃起しない「妻だけED」を患う。
仁科梢
演 - 紙崎瑛茉
志保と浩介の娘。両親に弟か妹が欲しいとおねだりする。

#### 仁科家の関係者

##### 森尾家
森尾裕子
演 - 橋本マナミ
志保のママ友。名家に嫁いだおしとやかな女性だが、下ネタOK。
セクシーなランジェリーを着るなどし、EDとなった夫の真司にアプローチをかけるが相手をしてもらえず、志保と浩介に夫婦交換して欲しいと懇願する。
浩介が男系の家系であることから、浩介の子種なら男児を授かる確率が高いと考え、仁科家と温泉旅行に行き、跡継ぎの男児を欲しがる姑のプレッシャーから逃れるため、浩介と真司の両方とまぐわい、浩介との子供を跡継ぎの男児として身籠ろうと画策する。
森尾真司　
演 - 黄川田雅哉
裕子の夫。資産家。マザコン気味。性に対し淡泊な性格。裕子の出産に立ち会った結果、性欲を失いED（ラマーズインポテンツ）となる。
スワッピングにより、親離れするようになるが、ハマり過ぎて、裕子に嘘をついてまでもスワッピングを求めたことから、浩介の提案で夫が互いの家庭に通い合う「鍵遊び」をするようになる。
父が亡くなり、母・静江から父の代わりの役割を依存されるが、それに応えることが出来ず自己嫌悪に陥り、そんな自分のコピーのような男児を授かることを嫌い、パイプカットの施術を受け、裕子のことを避けていた。しかし、裕子が浩介に抱かれたことに嫉妬する自分に気付き、EDを克服、パイプカットの無効化の施術を受け、裕子との子作りに前向きになる。
森尾千絵
演 - 磯村アメリ
裕子と真司の娘。

##### 安藤家
安藤ちはる
演 - 柳ゆり菜
志保のママ友。サバサバした今どきママ。ロリポップキャンディーを口にくわえながらリモートでWebデザインをこなす。
下ネタOKでスワッピングの経験者であることから志保に取材され、志保にスワッピングを勧める。
夫・祐樹との営みの最中もスマホ片手にSNSやネットゲームに興じ、夫との性行為には完全に興味を失っており、SNSで出会った年下の男性・智也が施すエステと称する性風俗まがいのマッサージを受け、初めて絶頂に達しハマっていく。
智也のことを知るためナイトアクアリウムに参加したことで、彼をセラピストとして7日間300万円で拘束することになり、恋愛経験のない智也に普通の恋愛を楽しんでもらい、彼を思う気持ちが通じ、最終日に智也の方から「離したくない」と告白され、契約終了後に好きな人との普通のセックスができなかった智也とベッドをともにし、彼を立ち直らせる。
安藤祐樹
演 - 和田雅成
ちはるの夫。息子・圭太の面倒見の良い、子煩悩な父親。6年前に同じ職場に派遣社員で働いていたちはると交際するうち圭太を授かり、できちゃった結婚している。
ワンパターンで雑なセックスをすることから、ちはるから手抜きをしていると思われている。
ちはるとの結婚時、お互いのプライベートな活動には干渉はしないルールを決めていたが、同僚の秋月と地方のマラソン大会への出場を隠れ蓑に浮気をしていることがちはるにバレていると知り、また、志保との約束でこれまで遠慮して言い留まっていた雑なセックスなどの不満をちはるからぶつけられ、場合によっては離婚すると切り出されたことから、智也とのデート最終日に遅くに帰宅したちはるに謝罪するとともに、ちゃんと帰宅してくれたことにありがとうと感謝を述べ好きな気持ちを伝えたことで、ちはるから見直される。

安藤圭太
演 - 阿久津将真
ちはると祐樹の息子。

##### 香坂家
香坂佳恵
演 - 野波麻帆
志保のママ友。サーファーで下ネタ大好きの姉さんキャラ。動物的感が鋭い。
生理痛が酷いため婦人科で診察を受けると子宮筋腫で子宮を全摘出しなければならないと告知され、姑の節子が痴呆症が進行しても性欲だけは減退していない様子を知りショックを受けたことで、セックスの喜びを感じられないまま年を取り女として枯れたくないと考えるようになり、最後に最高のセックスができる相手を探求するようになる。佳恵の想いを知った志保によりナイトアクアリウムを紹介され、最高の相手を探すが、いろいろな男性はいるがフードコートで食事をしているようで味気ないと満足を得ることが出来ず、その様子を目撃した浩介から、自分が相手を務めると申し出を受ける。浩介と自宅で会う約束を取り付けた週末、子供たちを志保の家に遊びに連れて行くように夫の剛に頼み浩介を待ち構えていたが、自宅にやってきたのは浩介ではなく剛で、彼は志保と浩介から佳恵が最後に最高のセックスができる相手を探していると教えられ、佳恵が悩み苦しんでいることに応えてあげたいと、これまでの浮気を謝罪し4年ぶりに佳恵のセックスの相手を務め、夫婦仲を改善させる。

香坂剛
演 - 石垣佑磨
佳恵の夫。美容院を4店舗経営する敏腕美容師。浮気癖がある。
志保と浩介から妻の佳恵が子宮筋腫で子宮を全摘出しなければならず、女として枯れたくないと考えるようになり、最後に最高のセックスができる相手を探求するため、自分の不倫相手の交際男性を誘惑したり、ナイトアクアリウムに通っていたことを教えられると、佳恵が他の男性に抱かれていたことに嫉妬し、悩み苦しんでいる佳恵の想いに応えてあげたいと考えるようになり、これまでの浮気を謝罪し彼女のセックスの相手を4年ぶりに務め、佳恵を想う気持ちが通じ、夫婦仲を改善させる。
香坂隆志、香坂翔太
演 - 松井稜樹、齋藤統真
佳恵と剛の息子たち。

#### ナイトアクアリウム
志保と浩介が足を踏み入れることになる、夫婦交換サークル。
窪塚祥子
演 - 板谷由夏
臨床心理士。夫婦で「ナイトアクアリウム」を運営している。
夫・洋一郎との子供を望み何度も妊娠するが、いずれも流産して子宝に恵まれず、夫婦交換サークルを運営しながらも、自分たち夫婦はセックスレスに陥っており、夫婦仲が冷め切って洋一郎と離婚し、「ナイトアクアリウム」を閉鎖する話が進んでいた。
しかし、志保たちに夫婦交換を呼びかけられ、志保の家に向かうと、そこには浩介ではなく洋一郎が待ち構えており、志保と浩介の娘・梢を交えて改めて洋一郎と交流することで互いの知らなかった一面を垣間見て刺激を受け、離婚を回避する。
窪塚洋一郎
演 - 平岡祐太
祥子の夫。「ナイトアクアリウム」の主宰者。輸入業を生業としている。志保の初めてのスワッピングの相手。
恋愛とは別に、相手を理解するのにセックスは最高のコミュニケーションツールだと断言する。
志保と浩介の助けで夫婦仲が冷め切っていた祥子との離婚を回避し、夫婦仲を持ち直したことで祥子と海外の夫婦交換の事情を学ぶため世界旅行に出ることを決意する。日本を離れている間は智也や、押田夫妻に「ナイトアクアリウム」の運営を任せることを決める。

#### その他
押田一
演 - 長田成哉（第1話・第8話・第9話・最終話）
医者。ナイトアクアリウムの参加者。
押田花
演 - 沢井美優（第1話・第8話・第9話・最終話）
押田の妻。ナイトアクアリウムの参加者。
渡辺かなえ
演 - Q本かよ（第1話）
新帝社の編集者。志保にセックス関係の記事を書くための取材を依頼する。
柏木智也
演 - 松本怜生（第7話・最終話）
安藤ちはるがSNSで出会った謎の医学生。中性的な美少年。
セラピストのバイトをしているとちはるに名刺を渡し、エステと称しその実、ちはるに性風俗まがいのマッサージを施す。
ナイトアクアリウムに雇用されており、スワッピングの現場で浩介に目撃されている。
その中性的で美しい容貌と魔性から、高校時代にサッカー部の先輩や、不良少女グループなどに陵辱されており、どうせ襲われるなら金を要求しようと考えるようになるが、警察に補導され両親にばれてしまい、父からは一家の面汚し、母からは産まなければよかったと言われ両親が離婚したことで男娼に身をやつし、好きな人との普通のセックスができない体になってしまった。
そんな不憫な智也の存在を知った窪塚夫妻から面倒を見られることになり、学費の一部を援助されたことから、恩返しのつもりでナイトアクアリウムのスワッピングに参加している。
ちはるとの出会いで普通のセックスができなかった状態から立ち直る。

#### ゲスト
第1話
男客A
演 - 千葉誠太郎（第8話）
ナイトアクアリウムの参加者。
役名不明
演 - 渡邊将

第2話
セクシー女優
演 - 下平玲夏（HANAYA PROJECT）
浩介が志保に隠れて観ていた、「NTRモノ」の企画AVに出演していたセクシー女優。
第3話
女子社員
演 - 小池ありさ
浩介の勤務先の女子社員。浩介に優しくされ、彼に惚れてしまう。
第4話
森尾静江
演 - 三谷侑未（第5話）
真司の母親。裕子に男児を授かるようプレッシャーをかける。
スワッピングにハマった真司が親離れし、二世帯同居を解消される。
第7話
秋月華
演 - 望月京奈（第8話）
安藤祐樹の会社の同僚。ちはるから祐樹の不倫相手と思われている。
当時派遣社員だったちはるを仕事の件で厳しく指導していた。
第8話
女客A
演 - 佐藤乃莉
ナイトアクアリウムの参加者。
第10話
古関春菜
演 -新田さちか
笹井大輔の彼女。大学3年生の清楚な感じの女性。大輔とケンカして一時的に疎遠になった間、香坂佳恵が大輔に接近したため、志保に佳恵の正体を尋ねる。
実は佳恵の夫・剛の不倫相手で、不倫中の様子を佳恵が探偵を使い調査されており、パパ活をしていることを佳恵に見抜かれ、両親にばらすと脅され、剛とセックスした回数だけ自分も彼氏の大輔とセックスすると宣言される。
笹井大輔
演 - 新原泰佑
香坂佳恵が不倫相手候補に絞り込んだサーファー。大学4年生。志保の古巣である出版社の新帝社を就職先の第一志望としている。
佳恵が彼ともっと親しくなるよう、会話を盛り上げるために志保に会わされる。
燃え上がる不倫とセックスを味わうため、佳恵の夫・剛の不倫相手・古関春菜の交際相手と知ってアプローチをかけたが、早漏で佳恵が満足できる相手を務めることが出来ず、見限られる。
香坂節子
演 -
剛の母親。佳恵の義母。老人ホームに入居しているが痴呆症が進行している。
老人ホームスタッフ
演 - 堂ノ下沙羅
節子の認知症が進行し、男性入居者のベッドに潜り込んだり、職員や入居者に卑猥な言葉を投げかけるようなったと佳恵に報告する。

### スタッフ
- 原作 - 越川珠江（漫画）／アオイセイ（原作）『夫婦円満レシピ〜それでも夫を愛している〜』（双葉社『JOUR COMICS』）
- 監督 - 横堀光範[3]、トミー・チャン[3]
- 脚本 - 浅野敦也（スパークル）[3]
- オープニングテーマ - tricot「アクアリウム」（cutting edge/8902 RECORDS）[23]
- エンディングテーマ - Kis-My-Ft2「Rebirth Stage」（MENT RECORDING）[24]
- チーフプロデューサー - 山鹿達也（テレビ東京）[3]
- プロデューサー - 田辺勇人（テレビ東京）[3]、浅野敦也（スパークル）[3]
- 制作 - テレビ東京、スパークル
- 製作著作 - 「夫婦円満レシピ〜交換しない?一晩だけ〜」製作委員会

### 放送日程
| 各話   | 放送日   | サブタイトル      | 監督           |
| ------ | -------- | ----------------- | -------------- |
| 第1話  | 10月06日 | 仁科志保の場合    | 横堀光範       |
| 第2話  | 10月13日 | 仁科志保の場合②   | 横堀光範       |
| 第3話  | 10月20日 | 仁科浩介の事情    | 横堀光範       |
| 第4話  | 10月27日 | 森尾裕子の場合    | トミー・チャン |
| 第5話  | 11月03日 | 森尾裕子の場合②   | トミー・チャン |
| 第6話  | 11月10日 | 森尾夫婦の事情    | 横堀光範       |
| 第7話  | 11月17日 | 安藤ちはるの事情  | 横堀光範       |
| 第8話  | 11月24日 | 安藤ちはるの事情② | 横堀光範       |
| 第9話  | 12月01日 | 安藤夫婦の場合    | 横堀光範       |
| 第10話 | 12月08日 | 香坂佳恵の事情    | トミー・チャン |
| 第11話 | 12月15日 | 香坂夫婦の場合    | トミー・チャン |
| 最終話 | 12月22日 | 夫婦円満の秘密    | 横堀光範       |

- 初回は『世界卓球2022 団体戦』の放送（20時30分 - 22時24分）[26]に伴う特別編成のために30分繰り下げられ、1時 - 1時30分に放送された。
- 第3話は『日経スペシャル 60秒で学べるNews』の初回10分拡大放送（21時 - 22時04分）[27]に伴い10分繰り下げられ、0時40分 - 1時10分に放送された。
- 第7話はサッカー中継『浦和レッズVSフランクフルト』放送（19時20分 - 21時30分）に伴う特別編成のために40分繰り下げられ、1時10分 - 1時40分に放送された。

### 放送局
| 放送期間                      | 放送時間         | 放送局         | 対象地域       | 備考           |
| ----------------------------- | ---------------- | -------------- | -------------- | -------------- |
| 2022年10月6日 - 12月22日      | 木曜 0:30 - 1:00 | テレビ東京     | 関東広域圏     | 製作局         |
|                               |                  | テレビ大阪     | 大阪府         |                |
|                               |                  | テレビ愛知     | 愛知県         |                |
|                               |                  | テレビせとうち | 岡山県・香川県 |                |
|                               |                  | テレビ北海道   | 北海道         |                |
|                               |                  | TVQ九州放送    | 福岡県         |                |
| 2022年11月9日 - 2023年2月1日  | 水曜 0:00 - 0:30 | びわ湖放送     | 滋賀県         |                |
| 2022年12月14日 - 2023年3月9日 | 水曜 0:35 - 1:05 | テレビ和歌山   | 和歌山県       |                |
| 2023年1月6日 - 3月24日        | 金曜 0:00 - 0:30 | BSテレ東       | 全国           |                |
|                               |                  | BSテレ東4K     | 全国           | 4K制作版で放送 |

### ネット配信
| 配信開始月 | 配信サイト     | 配信料金     | 備考                          |
| ---------- | -------------- | ------------ | ----------------------------- |
| 2022年10月 | ネットもテレ東 | 広告付き無料 | 見逃し配信                    |
| 2022年10月 | TVer           | 広告付き無料 | 見逃し配信                    |
| 2022年10月 | GYAO!          | 広告付き無料 | 見逃し配信                    |
| 2022年9月  | Paravi         | 定額制有料   | 毎週水曜21:00より一週先行配信 |

| テレビ東京系 ドラマParavi                             | テレビ東京系 ドラマParavi                                           | テレビ東京系 ドラマParavi                          |
| 前番組                                                | 番組名                                                              | 次番組                                             |
| ----------------------------------------------------- | ------------------------------------------------------------------- | -------------------------------------------------- |
| みなと商事コインランドリー （2022年7月7日 - 9月22日） | 夫婦円満レシピ 〜交換しない?一晩だけ〜 （2022年10月6日 - 12月22日） | 来世ではちゃんとします3 （2023年1月5日 - 3月23日） |